# Пушкин, Фёдор Фёдорович
Фёдор Фёдорович Пушкин «Сухорук» (ум. после 1653) — воевода, дворянин московский (1627), стряпчий (1636).

## Биография
Представитель дворянского рода Пушкиных. Старший сын стольника и воеводы Фёдора Семёновича Пушкина (ум. 1629) и внук опричника Семёна Михайловича Пушкина . Младший брат — Иван Фёдорович Пушкин.
В 1613 году Ф. Ф. Пушкин подписал соборную грамоту об избрании на царский престол 16-летнего Михаила Фёдоровича Романова.
В 1618 году во время осады Москвы польско-литовской армией королевича Владислава Вазы Фёдор Фёдорович Пушкин руководил защитой «от Никитских ворот по стенам две глухие башни и меж башен до Тверских ворот».
В 1620-1623 годах — воевода в Тюмени.
В 1626-1628 годах Ф. Ф. Пушкин служил в Поместном приказе, описывал вместе с Андреем Строевым Зарецкую сторону в Московском уезде — земли в Жданском, Медвенском и Сетунском станах.
В 1626-1641 годах иногда присутствовал за царским обедом, а в 1631 году находился во время приёма шведского посла Антона Монира.
В 1631 и 1633 годах Ф. Ф. Пушкин видел «царские очи» в праздник Светлого Христова Воскресения, в 1633 году с царем у патриарха Иосафата, в 1637 году присутствовал при приёме литовского гонца.
В 1639 году Ф. Ф. Пушкин был отправлен на Лихвинскую засеку. Его сопровождал один чертежник из Пушкарского приказа, который должен был сделать чертеж засеки. В 1645 году он описывал город Хотмыжск.
В 1652-1653 годах Фёдор Фёдорович Пушкин находился на воеводстве в Чугуеве. Во время набега крымских татар он получил царский приказ соединиться с воеводой яблоновским, князем Г. С. Куракиным.

## Семья и дети
С 1628 года женат на Анне Ивановне Давыдовой, от брака с которой имел дочь и четырех сыновей:
- Анастасия (Ирина) (ум. после 1682), жена с 1641 года боярина князя Ивана Андреевича Хованского «Тараруя» (? — 1682)
- Григорий
- Иван Шиш (ум. после 1715), стольник, воевода
- Пётр
- Фёдор (ум. после 1699)